# Zlatograd
Zlatograd (bulgariska: Златоград) är en ort i Bulgarien.   Den ligger i kommunen Obsjina Zlatograd och regionen Smoljan, i den södra delen av landet, 210 km sydost om huvudstaden Sofia. Zlatograd ligger 480 meter över havet och antalet invånare är 7 331.
Terrängen runt Zlatograd är lite kuperad. Zlatograd är det största samhället i trakten.
I omgivningarna runt Zlatograd växer i huvudsak blandskog. Runt Zlatograd är det ganska tätbefolkat, med 70 invånare per kvadratkilometer.